# Universal'nyj Sportivnyj Kompleks CSKA
L'Universal'nyj Sportivnyj Kompleks CSKA (in russo Универсальный спортивный комплекс ЦСКА?, Universal'nyj sportivnyj kompleks CSKA) è un palazzo dello sport di Mosca. Viene soprattutto usato per ospitare le partite di pallacanestro del PBK CSKA Mosca, e quelle di calcio a 5 del MFK CSKA Mosca.
La sua costruzione venne ultimata il 17 ottobre 1979.
Nel 2005 è stato intitolato a Aleksandr Gomel'skij, storico allenatore e presidente della formazione moscovita.